# Symplecta (Psiloconopa) mckinleyana
Symplecta (Psiloconopa) mckinleyana is een tweevleugelige uit de familie steltmuggen (Limoniidae). De soort komt voor in het Nearctisch gebied.